# Kryptoxantin
Kryptoxantin je přírodní karotenoidové barvivo s antioxidačními účinky, které je v lidském organismu přeměňováno na vitamín A. Byl nalezen a izolován např. v ovocnářsky významném plodu mochyně peruánské (Physalis peruviana), v papáje, vaječném žloutku, másle, jablkách, ale třeba i v séru kuřecí krve.

## Chemické vlastnosti
Kryptoxantin náleží do třídy karotenoidů známých jako xantofyly. Strukturálně je kryptoxantin v blízkém vztahu k β-karotenu tedy provitamínu A, oproti kterému se liší tím, že má přidanou hydroxylovou skupinu. V čisté formě je to červená, pevná krystalická látka, která má kovový třpyt. Je volně rozpustná v chloroformu, benzenu, pyridinu a sulfidu uhličitém neboli sirouhlíku.

## Biologické vlastnosti a zdravotní účinky
V lidském organismu je kryptoxantin přeměňován na vitamín A resp. retinol čímž se logicky řadí mezi jeden z provitamínů A. Stejně jako ostatní karotenoidy je i kryptoxantin antioxidantem, a proto hraje důležitou roli v ochraně buněk a DNA proti jejich poškození volnými radikály stejně jako přispívá k posílení opravných mechanismů, nastupujících po oxidačním narušení DNA.
Nálezy nedávných epidemiologických šetření poukazují na inverzní (obrácený) vztah mezi výší tkáňového β-kryptoxantinu a rizikem vzniku rakoviny plic, z čehož je možné usuzovat, že β-kryptoxantin muže být potenciální chemoprofylaktickou látkou ve vztahu k zmíněnému onemocnění. Na druhou stranu, jiná výzkumná studie zahrnující pacienty s gliomem zjistila, že ve skupině osob, kde tento tumor byl ve čtvrtém stupni gradingu, byla nalezena pozitivní korelace mezi příjmem kryptoxantinu a kratší délkou přežití.

## Další využití
Kryptoxanthin je v Austrálii a na Novém Zélandu využíván jako přírodní barvivo při zpracování potravin (INS 161c). V Evropské unii resp. v USA se pro tyto účely nepoužívá.